# Erwin Müller (Politiker, 1899)
Erwin Müller (* 5. März 1899 in Wilhelmshaven; † 7. Oktober 1982 in Jade) war ein deutscher Politiker (FDP).
Müller war von Beruf Landwirt. Er war 1946 Mitglied des ernannten Oldenburgischen Landtages.